# Хибич, Мирсад
Ми́рсад Хи́бич (босн. Mirsad Hibić; 11 октября 1973, Зеница, СФРЮ) — югославский и боснийский футболист, защитник. Выступал за сборную Боснии и Герцеговины.

## Карьера

### Клубная
Начинал карьеру в команде «Челик». После начала Югославских войн эмигрировал в Хорватию, где выступал за сплитский «Хайдук». Вскоре отправился в Испанию, где выступал за «Севилью» и «Атлетико Мадрид». В каждой из испанских команд отыграл по 94 игры, забил суммарно 8 мячей (из них пять за Атлетико и три за Севилью).

### В сборной
Выступал с 1996 по 2004 годы за сборную. В 2004 году в ознаменование завершения карьеры провёл прощальную игру в сборной.

## Личная жизнь
Проживает с семьёй в Зенице.